# Скотсдейл

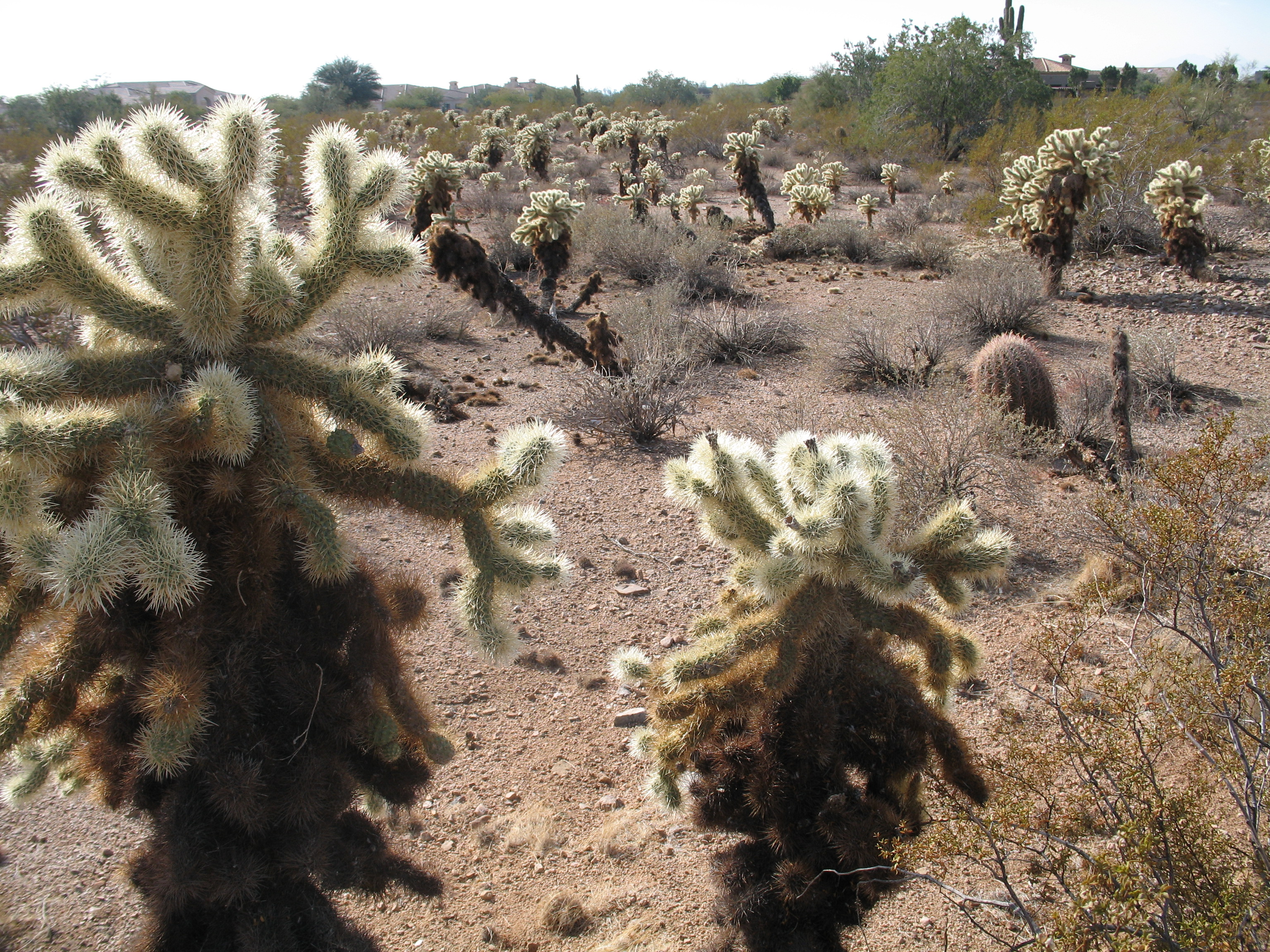
В окрестностях Скотсдейла — Сад кактусов

Скотсдейл (англ. Scottsdale) — город в западной части округа Марикопа в штате Аризона, США.
Это признанный туристический и торговый центр в типично западно-американском стиле. «The New York Times» описывает Скотсдейл как лежащую в пустыне копию Майами-Бич с «множеством ночных заведений и шумных отелей».

## Географическое положение
Город находится в долине реки Солт-Ривер, называемой «Долиной солнца», на северной окраине пустыни Сонора. На востоке и северо-востоке города начинаются горы Макдауэл.
Скотсдейл граничит на западе с Финиксом и Парадайз-Валли, на севере с Карефри, на юге с Темпе и на востоке с Фаунтин-Хилс и индейской резервацией Солт-Ривер. Территория города составляет 477,7 км².

## Климат
Климат Скотсдейла сухой, с мягкими зимами и очень жарким летом.
Средняя температура июля 
+ 34ºС, января + 13ºС.

## История
Первыми жителями Скотсдейла были индейцы хохокам. В период с 1400 по 800 год до н. э. эта индейская культура обрабатывала здесь землю и строила оросительные каналы.
Перед прибытием сюда европейцев на месте Скотсдейла располагалась деревушка индейцев пима. Некоторые дома коренных жителей сохранились вплоть до 20 века, но позже все индейцы были вынуждены покинуть город, переселившись в индейскую резервацию Солт-Ривер и в другие места.
В 1868 году оставшиеся в наследство от индейцев хохокам более 200 км каналов были восстановлены и улучшены первой англо-американской компанией.
Двадцатью годами спустя капеллан американской армии Уинфилд Скотт приобрёл участок земли 2,6 км² по цене 2,5 доллара за акр. Его брат, Джордж Вашингтон Скотт, стал первым жителем города Ориндждейл, переименованного в 1894 году в Скотсдейл.
В 1937 году всемирно известный архитектор Фрэнк Ллойд Райт построил здесь свою зимнюю дачу у подножья гор Макдауэл, в районе, известном сейчас как «Западный Талиесин». Скотсдейл и часть Финикса были застроены под влиянием Райта: здесь много зданий по его проектам, в северной части города находится памятник Райту, а центральная улица носит его имя.
В 1951 году посёлок получил статус города. Городская печать изображает ковбоя, сидящего верхом на мустанге.
В 1950—1970 годах некоторые крупные предприятия города использовали в производстве трихлорэтилен. В 1981 году его присутствие было обнаружено в пробах питьевой воды, после чего была проведена реконструкция всех очистительных систем, завершённая в 2006 году.
Раскинувшийся во все стороны света город делит пополам местами пересохшая речка Индиан-Бенд-Вош, впадающая в реку Солт-Ривер. Через эту речку, разливавшуюся во время сильных дождей каждые 99 лет, не было никаких мостов, и дороги пересекали её прямо по дну.
В 60-х годах произошло несколько наводнений, после чего были выделены деньги из федерального бюджета на строительство бетонного канала и мостов через реку. Однако жители города решили создать на эти деньги систему парков и полей для гольфа прямо на дне реки, полагая, что трава задержит воду гораздо эффективнее. Такая реконструкция облика города привлекла сюда новых жителей, а позже на появившиеся средства были построены мосты и городской бассейн.
В 70-х часть города заселили нувориши, отчего город получил прозвище Снобсдейл.
В нескольких оставшихся деревянных зданиях в старом городе был открыт центр изобразительных искусств и ресторан.
Население города выросло с 2000 жителей в 1951 году до 240 710 в 2007 году, теперь это шестой по величине город штата. В 1933 году Скотсдейл был назван «лучшим городом для проживания» в США, однако злые языки утверждали, это звание город получил как «лучший город для проживания богачей». Здесь расположены первоклассные поля для гольфа и отели лучших гостиничных сетей мира, а также проходит Открытый гольф-турнир в гольф-клубе «Tournament Players Club».

## Городской ландшафт

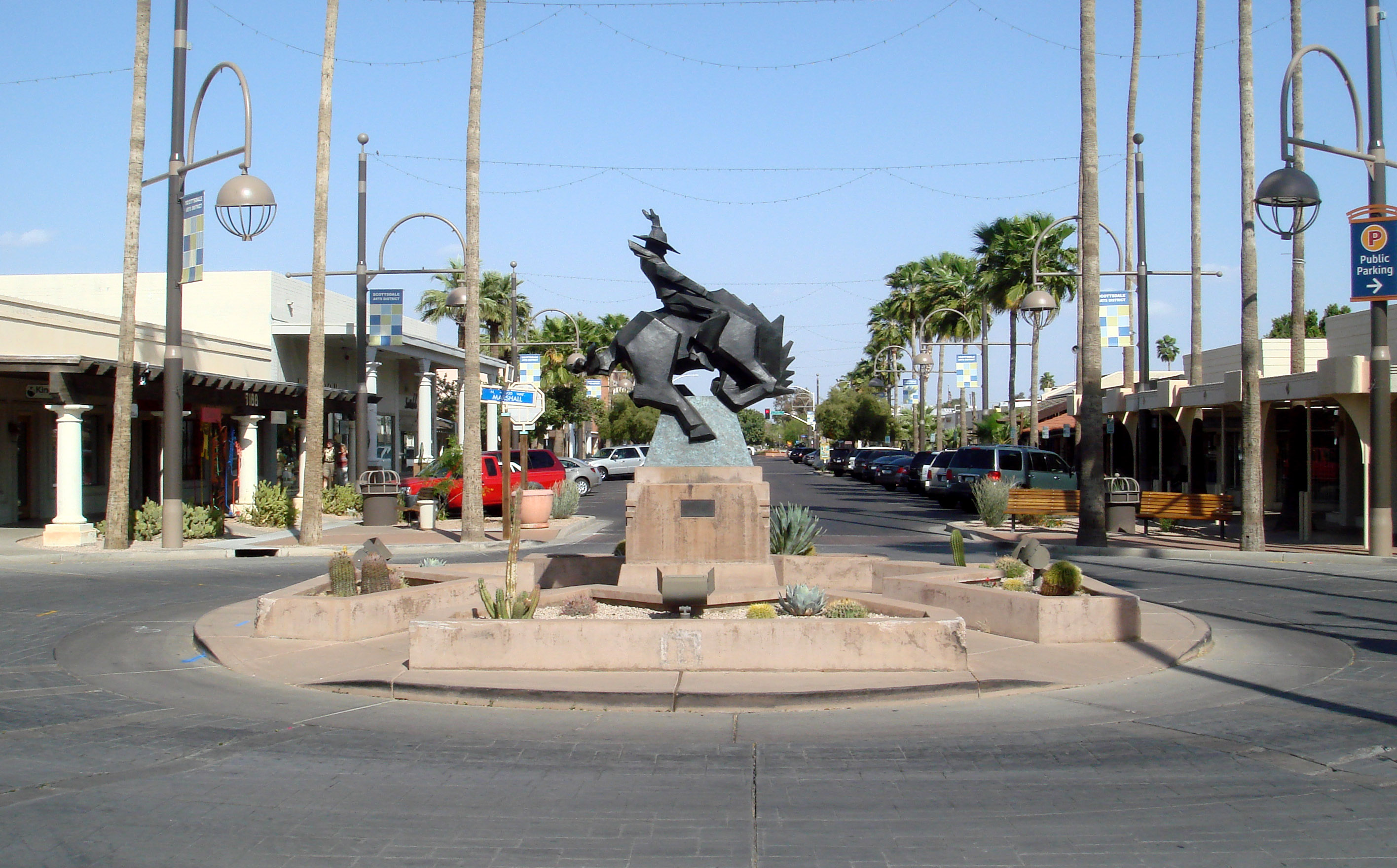
Квартал художников и скульптура скачущего ковбоя — символ города

Город состоит из четырёх районов: Южный Скотсдейл, Старый город, Центральный Скотсдейл и Северный Скотсдейл. Рынок недвижимости города один из самых дорогих в США. В 2005 году Скотсдейл и Парадайс-Валли вошли в первую десятку городов США по продаже самых дорогих особняков, единственные за пределами Калифорнии.
Раньше Старый город был заселен в основном рабочим классом, сейчас это динамично развивающийся городской район. В Старом городе расположено множество старинных магазинчиков, ресторанов, баров, ночных клубов и художественных галерей в стиле вестерн. Это — культурный центр города, здесь также построен один из дюжины самых крупных шопинг-центров Америки «Scottsdale Fashion Square Mall».
На улице МакДауэлл Роуд в Южном Скотсдейле располагался 31 дилерский центр по продаже автомобилей, за что эта часть улицы получила прозвище «Миля двигателей» (Motor Mile), на 2008 год центров осталось всего 6. В этом же районе находится новый исследовательский центр Университета штата Аризона (SkySong).
Центральный Скотсдейл застроен в основном в 70-х годах XX века. Здесь много особняков. Роскошные отели и курортные центры сосредоточены в основном на одной улице — Резорт Коридор.
Северный Скотсдейл — самый молодой и развивающийся район города. Здесь расположено много самых дорогих вилл страны, средней стоимостью 5 миллионов долларов, а также огромный бизнес-центр «Scottsdale Airpark», занимающий территорию 2 100 000 м² в непосредственной близости от аэропорта. Среди прочих компаний в нём находятся филиалы таких известных фирм как «Acronis», «AXA», «GE Capital», «DHL», «Discount Tire Company», «Fidelity Investments», «JDA Software» and «Vanguard Group».

## Экономика и промышленность
Индустрия туризма занимает первое место в экономике города. В 2005 году город посетило более 7,5 млн туристов. К их услугам более 70 курортных центров и отелей на 15 000 номеров.
Вместе с Нью-Йорком Скотсдейл держит пальму первенства по количеству отелей и курортных центров класса AAA Five-Diamond. Самые лучшие из них на 2008 год: «The Phoenician», «The Canyon Suites», «Scottsdale Camelback Inn», «Four Seasons Resort Scottsdale at Troon North» и «Fairmont Princess Resort and Spa».
Благодаря большой концентрации первоклассных отелей, гольф-клубов и спа-центров Скотсдейл — излюбленное место проведения конференций, симпозиумов и деловых встреч компаний США и мира.
Тёплая погода в течение всего года и большое количество солнечных дней являются решающим фактором популярности города. Ежегодно тысячи жителей Среднего Запада и севера США и Канады приезжают сюда провести зиму, многие из них имеют здесь второй дом.
Известная клиника «Mayo Clinic» имеет здесь одно из своих трёх отделений, что сделало Скотсдейл одним из национальных медицинских центров.
В 1960-х годах в Северном Скотсдейле был построен аэропорт, выполняющий большое количество частных рейсов.

## Культура и искусство
Скотсдейл широко известен как внутри страны, так и за рубежом своими культурными мероприятиями, представленными здесь во всём своём многообразии. Скотсдейл — национальная столица искусства и культуры Юго-Запада США (соперничая в этом с Санта-Фе, штат Нью-Мексико), стала признанной меккой современного искусства. В 2005 году Фестиваль художественных искусств Скотсдейла был признан журналом «American Style Magazine» лучшим мероприятием подобного рода в Америке.
В центральной части города сосредоточено большое количество галерей, студий и музеев, открытых для посещения публики. Художественный квартал делится на три основные части: «Main Street Arts», где представлены разнообразные стили и направления, «Marshall Way Arts», посвящённый современному искусству и «Old Town», ориентированный на туристов и ковбойскую тему. Каждый четверг можно посетить уличную выставку художников «Scottsdale Artwalk».

### Ежегодные мероприятия
«Самый западный из ковбойских городов» Скотсдейл неустанно подтверждает свою репутацию, проводя массу мероприятий и вечеринок в стиле «вестерн». С 1955 года в городе традиционно проходит известное по всему миру шоу арабских скакунов «Scottsdale Arabian Horse Show». Сегодня это представление привлекает тысячи зрителей, приезжающих взглянуть на состязания около 2000 арабских скакунов и полукровок. Кроме этого, шоу включает в себя более 25 выставок и различных шоу, а также бойкую торговлю сувенирами.
Самым известным «ковбойским» мероприятием является, возможно, ежегодный ковбойский парад «Scottsdale Jaycees Parada del Sol», проводящийся с 1954 года и длящийся целый месяц. Первоначально мероприятие задумывалось как Фестиваль Солнца, а затем в 1956 году к нему добавилось родео. На него собираются ковбои со всей страны. Праздник открывается самым длинным конным Парадом Солнца с более 150 конных упряжек ежегодно.
На протяжении 40 лет каждый январь Скотсдейл принимает у себя самый крупный и широко освещаемый автомобильный аукцион мира «Barrett-Jackson Auto Show». В течение недели в выставочном комплексе «Вест-Ворлд» выставляются автомобили класса люкс, а также редкие и старинные автомобили. Шоу пользуется большой популярностью, несмотря на предшествующие ему подобные мероприятия в Палм-Бич, штат Флорида и Лас-Вегасе, штат Невада.
Ежегодно в апреле в Скотсдейле проходит самый крупный кулинарный фестиваль Америки «Scottsdale Culinary Festival», проходящий целую неделю по всему городу и собирающий более 40 000 человек. Особенной популярностью пользуется кулинарное шоу «Great Arizona Picnic», проводящееся на лужайке перед центральным универмагом города, где ведущие рестораны и шеф-повара города и страны демонстрируют публике своё искусство.
В городе ежегодно проходит и Международный кинофестиваль в Скотсдейле.

### Музеи и картинные галереи

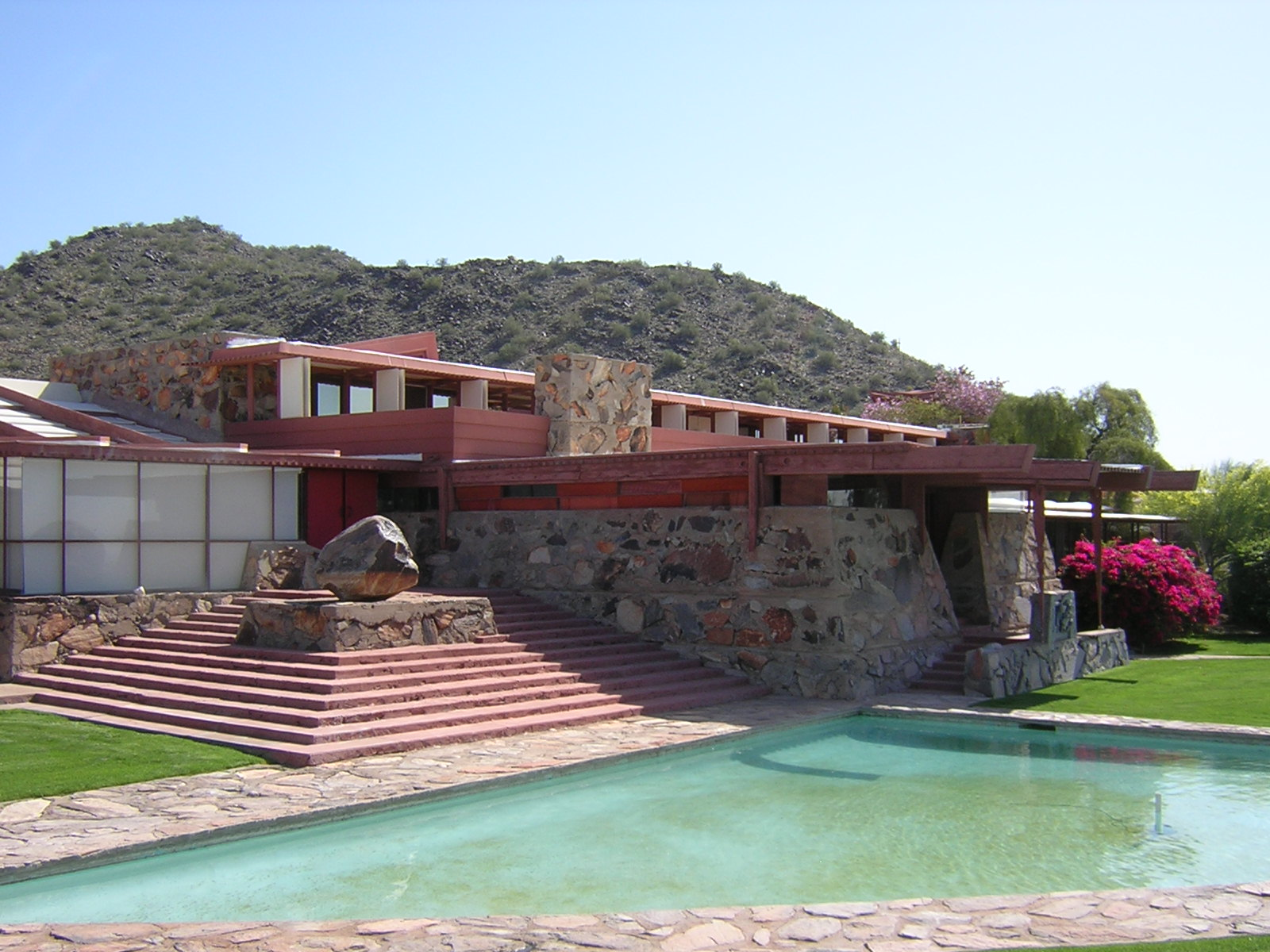
Западный Талиесин

В Скотсдейле находятся более 125 профессиональных художественных галерей и студий. Наряду с Нью-Йорком и Санта-Фе, Скотсдейл — крупнейший художественный центр страны.
Стоит посетить Музей художественных искусств (SMoCA), открытый в 1999 году, Центр изобразительных искусств, исторический музей
Одним из популярных туристических мест является зимний дом и школа-студия архитектора Фрэнка Ллойда Райта «Западный Талиесин» на северо-восточной окраине города.
Привлекательным местом для туристов был парк развлечений «Rawhide», построенный в стиле старых ковбойских вестернов. Несколько раз в день каскадёры разыгрывали перед зрителями перестрелки. Но город вестернов больше не находится в Скотсдейле. он перенесен в индейский посёлок Ак-Чин вблизи города Марикопа.

## Шоппинг
Уже несколько десятилетий Скотсдейл является одним из крупнейших шопинг-центров юго-запада страны. Здесь представлены как крупные универмаги, так и торговые центры, и бутики ведущих дизайнеров.
На Фэшн-Сквер возвышаются такие известные универмаги как «Nordstrom», «Macy's», «Nieman Marcus», «Dillard’s» и «Barneys New York». Здесь представлены бренды «Burberry», «Hugo Boss», «Kate Spade», «Gucci», «Louis Vuitton», «Tourneau», «Juicy Couture», «Tiffany & Co.», «Ferragamo», «Michael Kors», «Jimmy Choo», «Cartier», «Carolina Herrera», «Bvlgari», «Bottega Veneta» и сотни других. Кроме универмага класса люкс «Barneys New York» на Фэшн-Сквер строятся ещё три универмага «Scottsdale Quarter», «Palmeraie» и «One Scottsdale» в Северном Скотсдейле.
Ежегодно в ноябре в Скотсдейле проходит Неделя моды с участием ведущих дизайнеров США и мира.

## Спорт и отдых

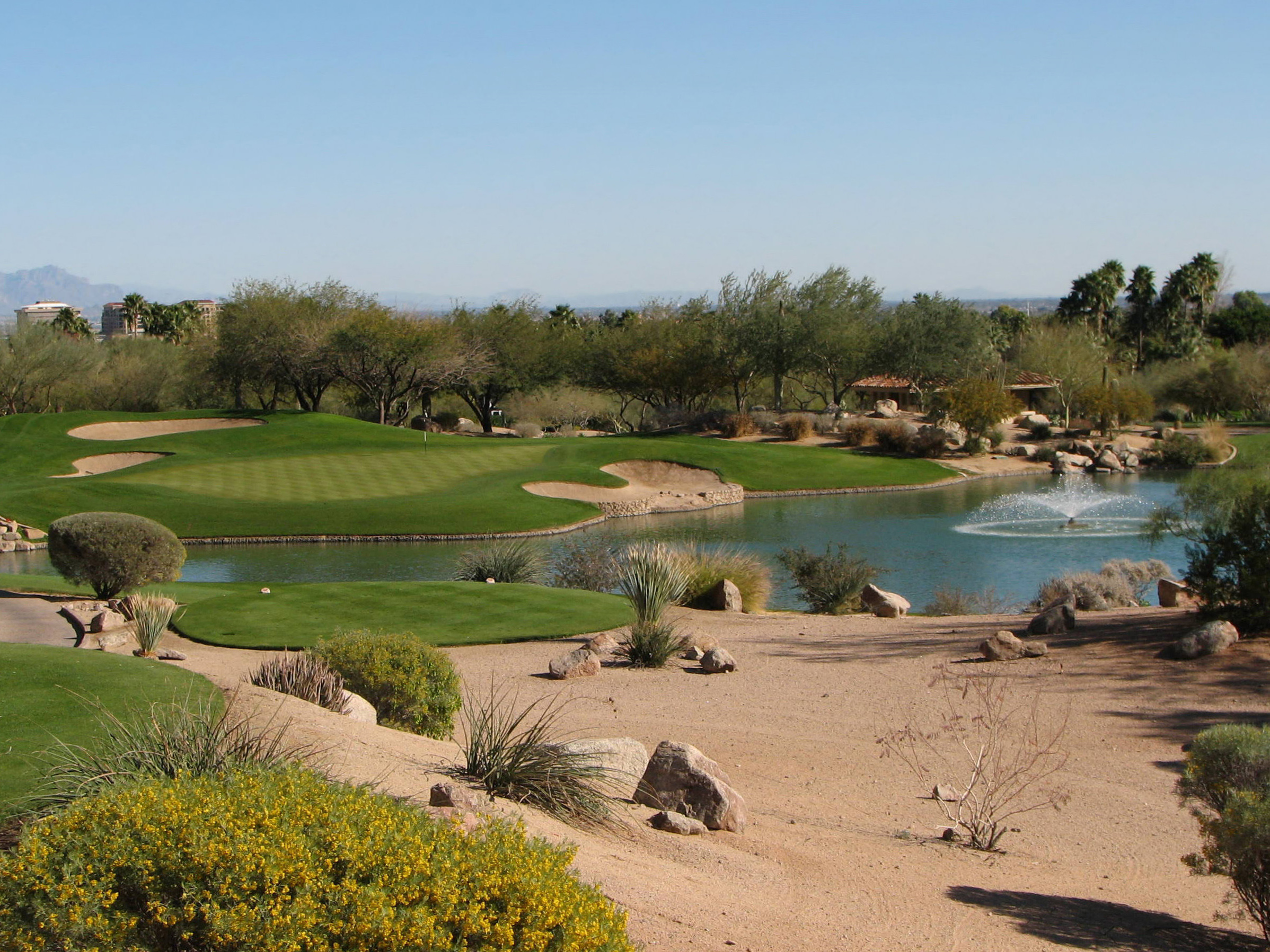
Гольф-клуб в отеле «Phoenician»

Весной на стадион Скотсдейла приезжает на тренировки бейсбольная команда «San Francisco Giants», а также тренируется бейсбольная команда «Scottsdale Scorpions».
Здесь проходят игры ведущих спортивных клубов Аризоны: «Phoenix Suns» (NBA), «Arizona Cardinals» (NFL), «Аризона Койотис» (NHL) и «Arizona Diamondbacks» (MLB).
В городе расположены первоклассные поля для гольфа, два из которых, в отелях «Boulders Resort & Golden Spa» и «Four Seasons Resort Scottsdale at Troon North», вошли в первую пятерку лучших гольф-клубов.
С 1987 года здесь ежегодно проводится Открытый гольф-турнир Финикса.
Горожане занимаются также велосипедным спортом, альпинизмом и просто гуляют по многочисленным паркам города.

## Транспорт
Город имеет хорошо развитую сеть автомобильных дорог, соединяющую Скотсдейл со всеми городами Аризоны и другими штатами.
Аэропорт города Скотсдейл, располагающий одной взлетно-посадочной полосой, совершает до 500 полётов ежедневно, считаясь одним из самых оживлённых аэропортов США. Международные рейсы выполняет Международный аэропорт города Финикс.
Общественный транспорт представлен автобусами и троллейбусами.
В 2007 году Скотсдейл соединила с городами Финикс, Темпе и Меса линия наземного метро.

## Скотсдейл в кино и на ТВ

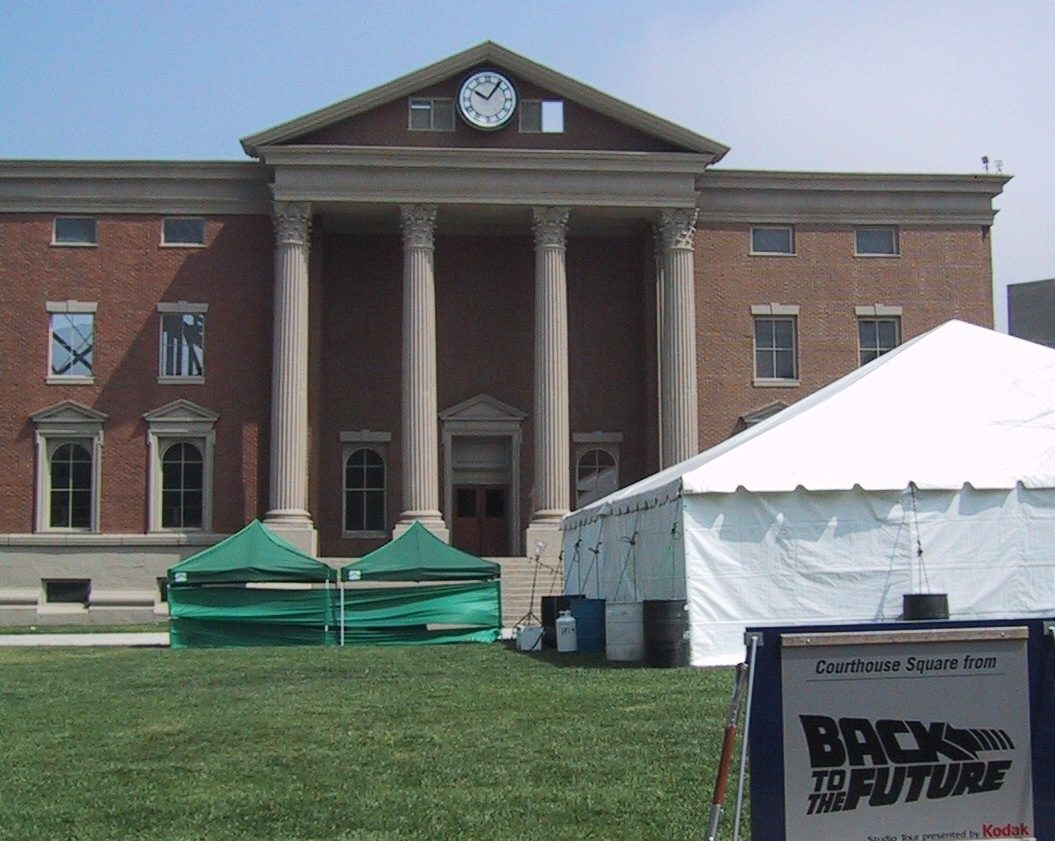
Съёмочная площадка фильма «Назад в будущее»

Город и его окрестности стали местом проведения съёмок таких фильмов как:
- Маленькая мисс Счастье,
- Назад в будущее,
- В погоне за тенью,
- Невероятные приключения Билла и Теда,
- Пропавшие миллионы,
- Воспитывая Аризону,
- Трансамерика,
- Мир Уэйна,
- Ненаказуемый и других.

## Города-побратимы
- Аламос, Мексика
- Кэрнс (Квинсленд), Австралия
- Интерлакен, Швейцария
- Кингстон (Онтарио), Канада
- Марракеш, Марокко